# Fiesta Nacional de Santa Lucía
La Fiesta Nacional de Santa Lucía es una celebración de carácter anual de características religiosa en honor a dicha santa, que se lleva a cabo en la Ciudad de Santa Lucía, Provincia de San Juan, Argentina durante la primera quincena de diciembre.

## Historia
La organización de esta fiesta, que comenzó a realizarse en la década del 70 y en 1991 fue declarada Fiesta Nacional por su repercusión en todo el territorio argentino y países vecinos., está integrada por una Comisión Permanente integrada por representantes de la Municipalidad, el Consejo Vecinal, el Centro Comercial y la Parroquia. Se cuenta con el auspicio del Gobierno de la Provincia, a través de la Secretaría de Estado de Turismo, Cultura y Medio Ambiente de San Juan.
Es una celebración de gran apoyo popular, une lo estrictamente religioso, centrado en la novena o misas en honor a la santa a cuatro noches de danzas, cantos, ranchos tradicionales con comidad típicas, exposición de artesanías e industrias, y un programa cultural. La importancia y trasendencia de la fiesta se refleja en la presencia de numerosas provincias argentinas y de representantes de las artesanías de distintos países.
El espectáculo artístico ha ido creciendo con la participación de grandes figuras nacionales.